# IC 313
IC 313 је елиптична галаксија у сазвјежђу Персеј која се налази на листи објеката дубоког неба у Индекс каталогу.
Деклинација објекта је + 41° 53' 39" а ректасцензија 3h 20m 57,9s. Привидна величина (магнитуда) објекта IC 313 износи 14,1 а фотографска магнитуда 15,1. IC 313 је још познат и под ознакама UGC 2682, MCG 7-7-73, CGCG 540-111, PGC 12558.